# Stadio Pedraza y Crámer
L'Estadio Pedraza y Crámer è stato uno stadio calcistico di Vicente Lopez, in Argentina. Come la maggior parte degli stadi dell'epoca prendeva il nome dalle strade in cui era situato.

## Storia
Lo stadio fu inaugurato nel 1917. Situato a Saavedra, aveva sia le tribune d'onore che quelle popolari. Il Platense giocò svariati tornei di massima serie nello stadio, tra cui il primo campionato professionistico argentino, la Primera División organizzata dalla Liga Argentina de Football nel 1931. L'ultima partita giocata al Pedraza y Crámer si tenne nel 1971: in seguito alla retrocessione del club in seconda serie lo stadio gli viene sottratto, e la società perse soci; gliene rimasero meno di 1000. Più avanti verrà iniziata la costruzione dell'Estadio Ciudad de Vicente López. Dal 1917 al 1971 il Platense giocò al Pedraza y Crámer 847 partite, con 419 vittorie, 231 pareggi e 197 sconfitte.